# Egretă (ureche)

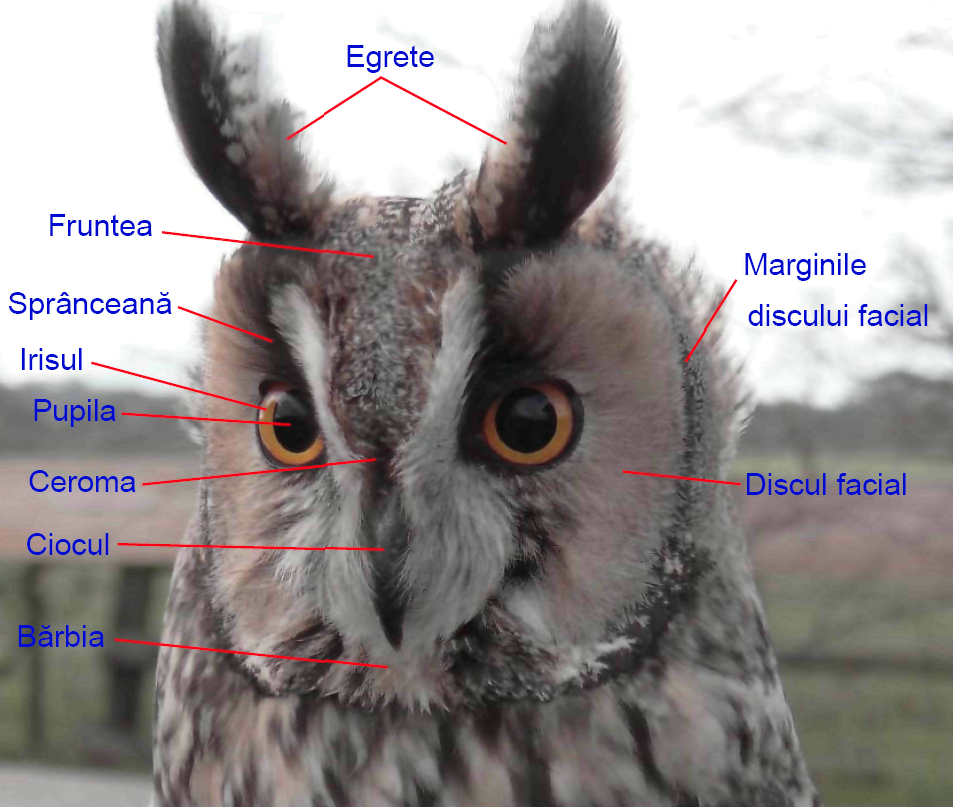
Capul ciufului de pădure(Asio otus)

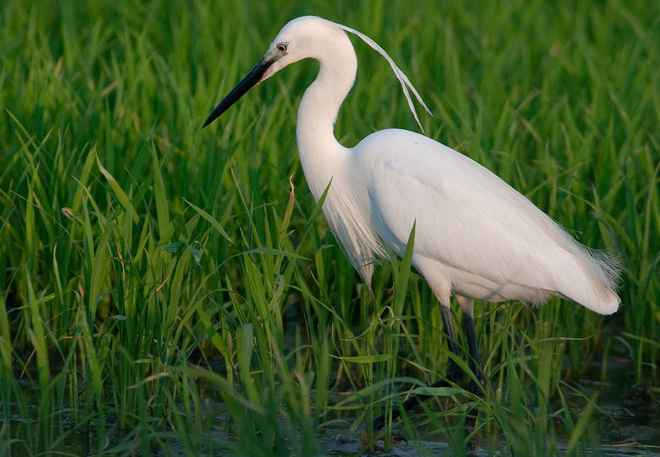
Egrete la egreta mic (Egretta garzetta)

Egretele (en. ear-tuft, fr. aigrette, ger. federohr, ru. перьевое ушко),  numite eronat „urechi“, sunt două mănunchiuri de pene alungite situate pe partea de sus a capului la unele bufnițe. Acestea servesc ca ornamente și joacă un rol în comportamentul și camuflajul acestor păsări. Egretele nu au nici o legătură cu auzul. Urechile reale se deschid în spatele marginii discului facial și sunt situate pe părțile laterale ale capului, fiind acoperite de pene de contur.
Egretele se întâlnesc și la alte păsări, cum ar fi unele specii de stârci (Ardeidae). Astfel masculul egretei mici (Egretta garzetta) în perioada reproducerii își dezvoltă frumoasele pene ornamentale pe ceafă, numite egrete, care erau mult căutate în trecut ca podoabe vestimentare.